# Maryse
Maryse Ouellet, nota semplicemente come Maryse (Montréal, 21 gennaio 1983), è una wrestler, personaggio televisivo e attrice canadese sotto contratto con la  WWE.
In carriera ha detenuto due volte il Divas Championship e il suo primo regno, durato 216 giorni, è il terzo più lungo nella storia del titolo.

## Biografia
Maryse Ouellet è nata a Montréal, nella provincia canadese del Québec, ma è cresciuta ad Edmundston (New Brunswick). Alle superiori era l'unica ragazza della sua classe e gestì un fashion show della scuola.
Nel febbraio del 2014 si è sposata con il collega The Miz, dal quale ha avuto ha due figlie: Monroe Sky (2018) e Madison Jade (2019).

## Carriera

### Ohio Valley Wrestling (2006–2008)
Nell'estate del 2006 Maryse fu messa alla prova per il WWE Diva Search della World Wrestling Entertainment. La ragazza riuscì ad arrivare tra le otto finaliste, ma fu eliminata per seconda nella puntata di Raw del 24 luglio. Nonostante l'eliminazione dal concorso, la WWE la fece allenare nel proprio territorio di sviluppo, la Ohio Valley Wrestling. Maryse firmò ufficialmente un contratto di sviluppo con la WWE il 24 agosto 2006. Fece il suo debutto sul ring in un house show della OVW il 16 dicembre 2006. Nel marzo del 2007 iniziò a lottare in alcuni dark match prima delle registrazioni delle puntate di SmackDown!. Iniziò a fare le sue prime apparizioni durante "bikini contest" o in piccoli angle nel backstage. Iniziò ad accompagnare René Duprée durante gli house show della OVW. Il suo debutto nel ring avvenne il 16 dicembre a Greensburg, nel Kentucky. In questo match, Maryse fece squadra con Katie Lea, Kelly Kelly, She Nay Nay e Victoria Crawford, e le cinque vinsero contro ODB, Beth Phoenix, Josie, Melody e Milena Roucka. Nel marzo 2007 Maryse divenne intervistatrice degli show TV OVW, e partecipò anche al concorso "Miss OVW", vinto però da ODB. Nel frattempo, Maryse iniziò a fare da manager a Sylvain Grenier.

### World Wrestling Entertainment (2008–2011)

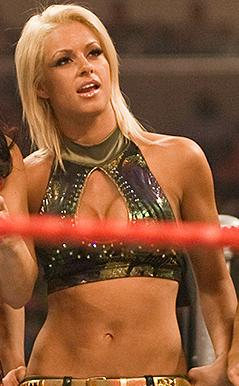
Maryse nel 2008

Maryse fa la sua prima apparizione a SmackDown il 12 ottobre 2007, lottando durante un house show in coppia con Michelle McCool; le due hanno sconfitto Katie Lea e Victoria.
Nel gennaio 2008 Maryse ha debuttato a SmackDown facendo varie apparizioni nel backstage, stabilendosi come heel, quando durante un contest si è azzuffata con Eve Torres. Nella puntata di SmackDown del 28 marzo, Maryse fa il suo debutto sul ring con Victoria, venendo sconfitte da Cherry e Michelle McCool.

Nella puntata di SmackDown del 26 dicembre Maryse vince il Divas Championship per la prima volta, battendo la detentrice Michelle McCool.

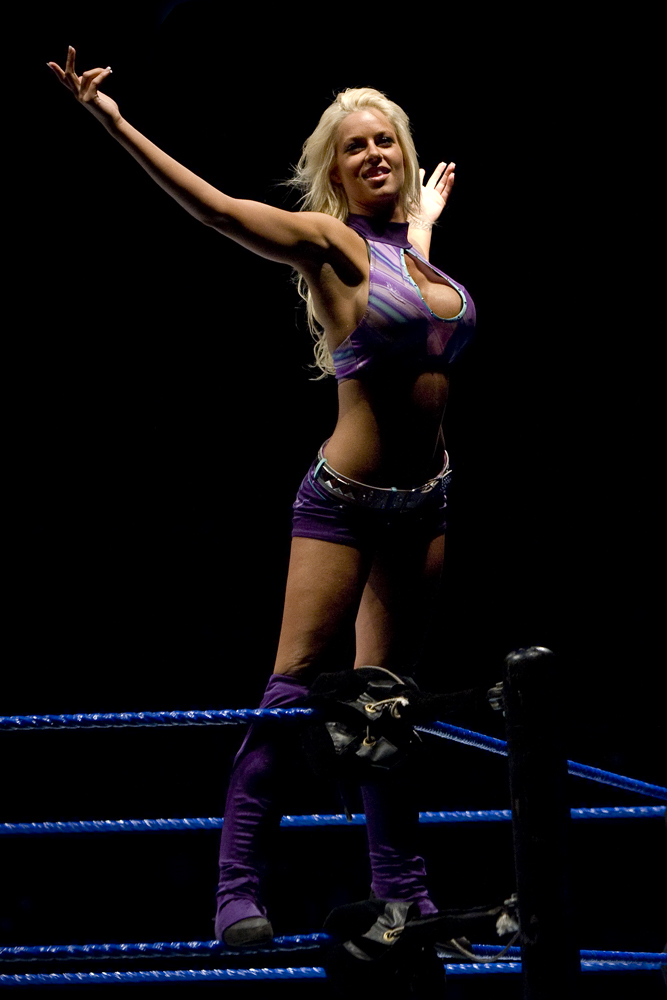
Maryse nel 2009

Maryse fa il suo ritorno dopo un infortunio nella puntata di Raw del 23 novembre 2009, attaccando la Divas Champion Melina dopo la sua vittoria in un match.
Il 21 febbraio 2010, a Elimination Chamber, Maryse avrebbe dovuto affrontare Gail Kim nella finale del torneo per il vacante Divas Championship, ma interviene Vickie Guerrero, la quale induce un tag team match fra le due finaliste contro le LayCool: a vincere sono queste ultime.

### Ritorno in WWE (2016–2022)

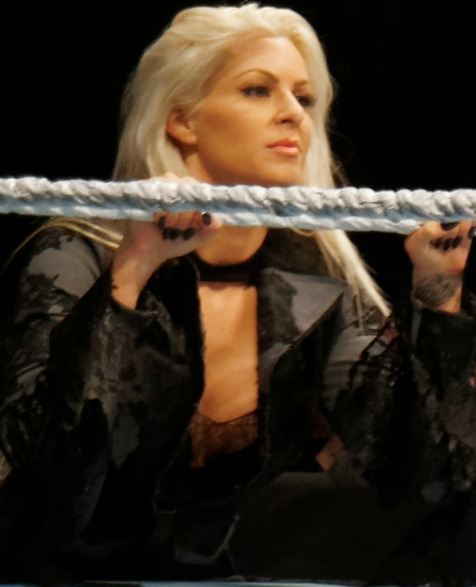
Maryse nel 2016

## Altre attività
Nell'aprile del 2007 ha partecipato al video del singolo Throw It on Me di Timbaland insieme alle colleghe Ashley Massaro, Brooke Adams, Kelly Kelly, Layla El e Torrie Wilson.

## Personaggio

### Mosse finali
- French TKO (Reverse roundhouse kick)
- French Kiss (Snap DDT)

### Wrestler assistiti
- Deuce 'n Domino
- The Miz
- Ted DiBiase Jr.

### Soprannomi
- "The French-Canadian Beauty"
- "The Sexiest of the Sexy"
- "The Sultry Diva"

### Musiche d'ingresso
- Pourquoi? di Jim Johnston (2008–2011; 2016–2019)

## Titoli e riconoscimenti
- Pro Wrestling Illustrated
  - 10ª tra le 50 migliori wrestler femminili nella PWI Female 50 (2010)
- World Wrestling Entertainment
  - WWE Divas Championship (2)

## Filmografia

### Cinema
- Sharknado 3, regia di Anthony Ferrante (2015)
- Il piccolo aiutante di Babbo Natale, regia di Gil Junger (2015)
- Karla, regia di Empress (2016)
- Delilah, regia di Scott Hayes (2016)
- Isle of the Dead, regia di Nick Lyon (2016)
- Presa mortale 5 - Scontro letale, regia di James Nunn (2017)
- Enter the Fist and the Golden Fleecing, regia di Alexander Wraith (2018)

### Televisione
- Musée Eden – serie TV, un episodio (2010)
- Trauma – serie TV, un episodio (2011)
- Unité 9 – serie TV, due episodi (2012)
- WAGS – reality, un episodio (2015)
- Total Divas – reality, venticinque episodi (2016-2018)
- Total Bellas – reality, un episodio (2018)
- Miz & Mrs. – reality, un episodio (2018-presente)